# Benderama
Benderama (рус. «Бендерама») — 15 эпизод 6 сезона мультсериала «Футурама».

## Содержание
Фарнсворт изобрёл машину, которая может сделать из любого объекта две уменьшенные копии, потребляющую любую материю для работы. Он сделал её для того, чтобы уменьшить свитер для его старого, худого тела. Он послал Бендера свернуть получившиеся свитера, но Бендер и не думал этого делать. Он решил забрать дубликатор себе, чтобы сделать ещё двух Бендеров, которые подчинялись бы только ему. Так что на следующее задание (нужно было отвезти средства гигиены для уродливого великана) с командой летели уже три Бендера: один большой и два маленьких. А по количеству производимого сарказма в единицу времени маленькие Бендеры ничуть не уступали старшему. Но ситуацию усугубил Фрай, когда сказал, что внешность великана, возможно, перешла к нему от матери, и всем пришлось спасаться бегством.
Младшие Бендеры ничуть не уступали старшему, в том числе и в лени, поэтому рано или поздно им тоже захотелось заиметь по парочке мини-копий в качестве прислуги. Спустя короткое время Бендеры стали плодиться в геометрической прогрессии. Командой было решено, что с ними нужно как-то бороться, пока они не заполонили всю планету, превратившись в серую слизь. Уничтожить всех Бендеров, которые с каждым поколением становились всё меньше, так и не удалось. Другой способ избавиться от Бендеров — лишить их алкоголя, также не удался: спустя короткое время Бендеры научились производить спирт из атомов воды и углекислого газа. Вскоре вся вода на Земле содержала заметную долю спирта.
Тем временем уродливый великан решил попросить прощения у команды Planet Express, но те, пьяные, снова нагрубили ему. Масла в огонь подлил Зепп Бранниган, так что великан снова сорвался и начал крушить всё подряд. Вся надежда на Бендера, но его нелегко уговорить встать с дивана. Но Фраю удалось.
Бендер в последний раз собрал множество своих микрокопий и превратился в огромного Супербендера (в дубляже 2х2 Большой Бендер). Супербендер вступил в схватку с великаном, но великан победил его. Но, так как Супербендер был не целым, а состоял из множества микробендеров, к тому же пожирающих любую материю, в том числе и великанов, последнему тут же пришёл конец.
Все празднуют победу. Бендер решил выступить с пафосной речью, но микробендеры не выдержали и сбежали на другую планету. В конце выясняется, что оба свитера профессора робот всё-таки сложил. Бендер закуривает сигару, в которой вместо табака — полумёртвые микробендеры.